# کرونکل
کرونکل (به آلمانی: Krunkel) یک شهر در آلمان است که در راینلاند-فالتس واقع شده‌است.

## خصوصیات
کرونکل ۶۷۳ نفر جمعیت دارد.